# T-72
T-72 je druhá generace sovětských hlavních bojových tanků. Jejich výroba začala v roce 1971 a dosud bylo vyrobeno okolo 20 tisíc kusů, čímž se tyto stroje staly po sériích T-54/55 druhými nejrozšířenějšími tanky poválečné produkce, protože byly určené převážně pro export do spřátelených zemí namísto kvalitnějších a dražších T-80. Vyvíjeny byly současně s dražším typem T-64, který ovšem rovněž nebyl určen k vývozu jako T-80. Vzniklo mnoho verzí, např. původní typy T-72 mají čelní pancíř silný 200 mm, zatímco typy T-72G a T-72M 350 až 400 mm. Později byl z typu T-72 vyvinut tank T-90.

## Vývoj

### T-64
Vývoj tanku T-72 byl přímým důsledkem uvedení tanku T-64 (Objekt 432), který byl velice ambiciózním projektem pod vedením Alexandra Morosova v Charkově, jehož cílem bylo vyrobit konkurenceschopný tank vážící maximálně 36 tun. Aby toho bylo možné dosáhnout, posádka tanku byla zredukována na tři členy (velitel, střelec, řidič). Nabíječ byl nahrazen systémem automatického nabíjení. Toto a další opatření zajistila nízkou hmotnost tanku, ale také způsobila problémy při hledání spolehlivého motoru, který by byl vhodný pro zmenšený prostor v korbě.
Výroba tanku T-64 se 115mm kanónem začala v roce 1964, existovaly i plány na T-64A se silnějším 125mm kanónem. Problémy prvních vyrobeným kusů se točily především okolo motoru 5TDF a nabíjecího mechanismu. Motor byl nespolehlivý a náročný na údržbu. Okolo Morosova a T-64 vzniklo v Moskvě silné lobby, čímž se předešlo projednávání konkurenčních myšlenek a návrhů.

### Mobilizační model
Tento model měl levnější a mnohem spolehlivější motor V-45. Výrobu převzal Uralvagonzavod, protože továrna Malyšev v Charkově nemohla poskytnout dostatečné množství motorů 5TDF pro všechny továrny. Motor 5TDF byl příliš komplikovaný a jeho výroba byla dvakrát dražší než V-45. V roce 1967 vznikla v Uralvagonzavodu „Sekce 520“, která měla zajistit sériovou výrobu T-64 pro rok 1970. Tým brzy zjistil, že silnější motor V-45 je příliš velkým zatížením pro podvozek T-64 – po určitém čase začaly vznikat praskliny. Bylo nutné najít spolehlivější řešení. Byl použit návrh z roku 1960, kdy se projednávala modifikace T-62, a to sice vylepšení podvozku a kombinace pojezdových kol. Toto provedení s velkými pogumovanými koly se stalo základem pro „mobilizační model“ T-64. Další změny se týkaly nabíjecího systému, který byl také původně použit pro vylepšení tanku T-62. Munice byla nyní skladována vodorovně ve dvou řadách, ne svisle v jedné řadě jako v T-64. Bylo řečeno, že to je spolehlivější než původní nabíjecí systém T-64. V roce 1964 byly testovány dva 125mm kanóny typu D-81 na T-62 a tak byl Uralvagonzavod připraven na jejich použití i v T-64A.

### T-72
V roce 1968 vyrobil Uralvagonzavod první prototyp (Objekt 172) se 125mm kanónem a motorem V-45K. Po intenzivním porovnávacím testu s T-64A byl Objekt 172 v roce 1970 přepracován z důvodů menších nedostatků. Jelikož se jednalo pouze o „mobilizační model“, sériová výroba během míru nebyla možná. Při nejasném politickém procesu byl vydán dekret č. 326-113, který umožňoval výrobu Objektu 172 v Sovětském svazu od 1. ledna 1972 a uvolňoval Uralvagonzavod od výroby T-64A. První série tanků byla vyrobena jako „Objekt 172M“. Po několika úpravách v roce 1973 následovaly další testy a tank byl dále vyráběn pod názvem „T-72“.
V období 1971–1982 unikla přes polského plukovníka Ryszarda Kuklińského část technické dokumentace T-72 do CIA.

## Historie

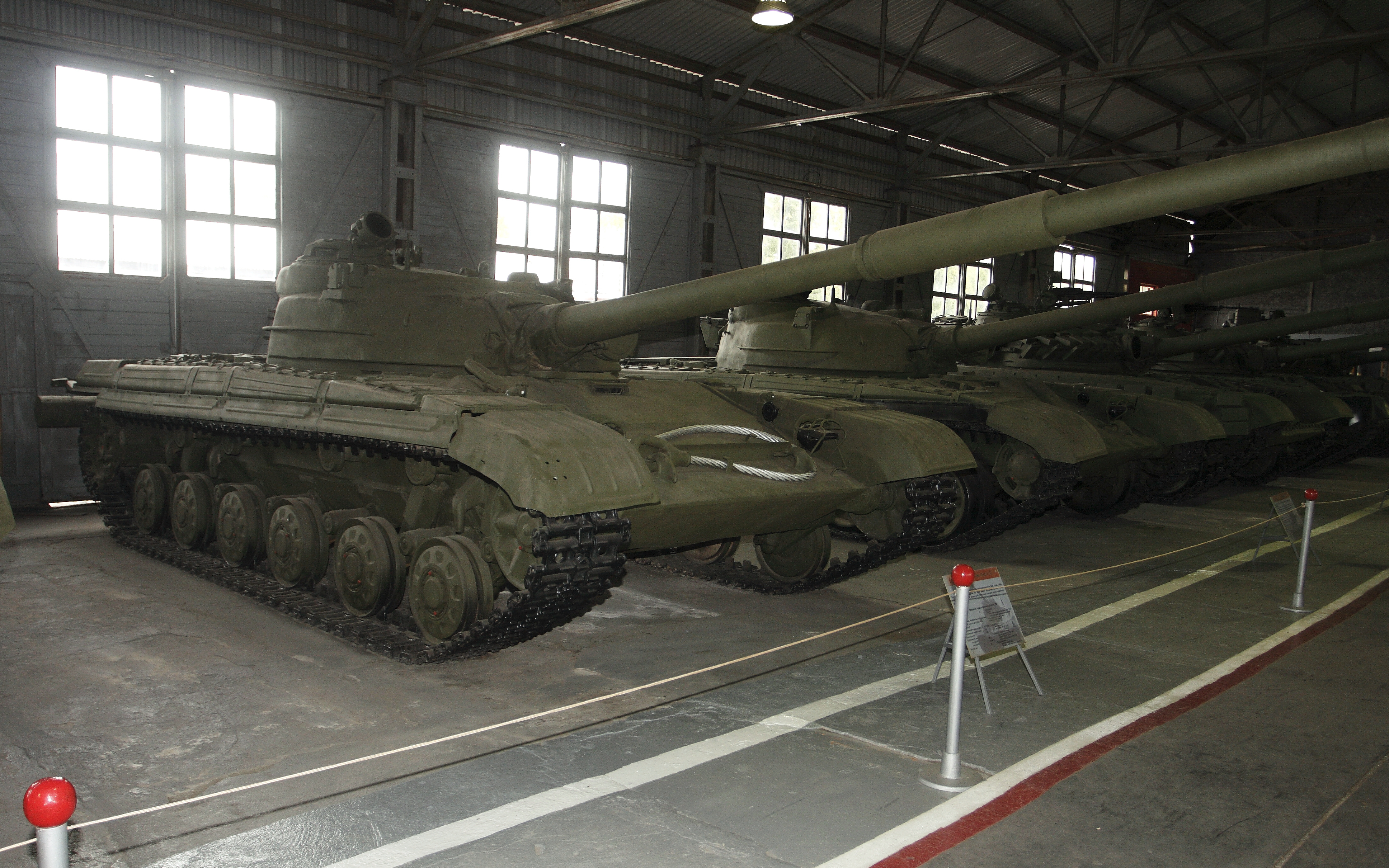
Objekt 172 v tankovém muzeu Kubinka

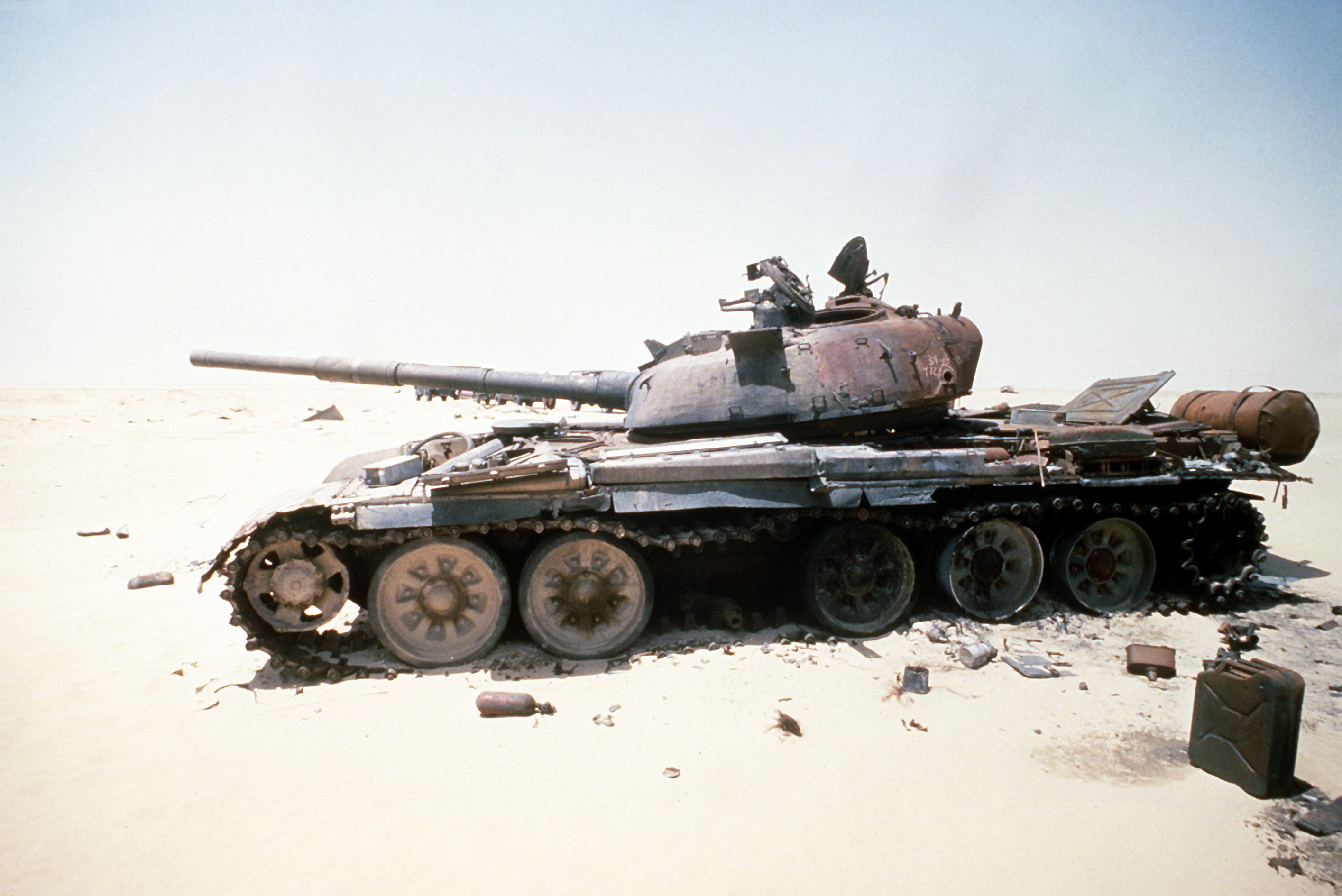
Irácký T-72 zničený během operace Pouštní bouře

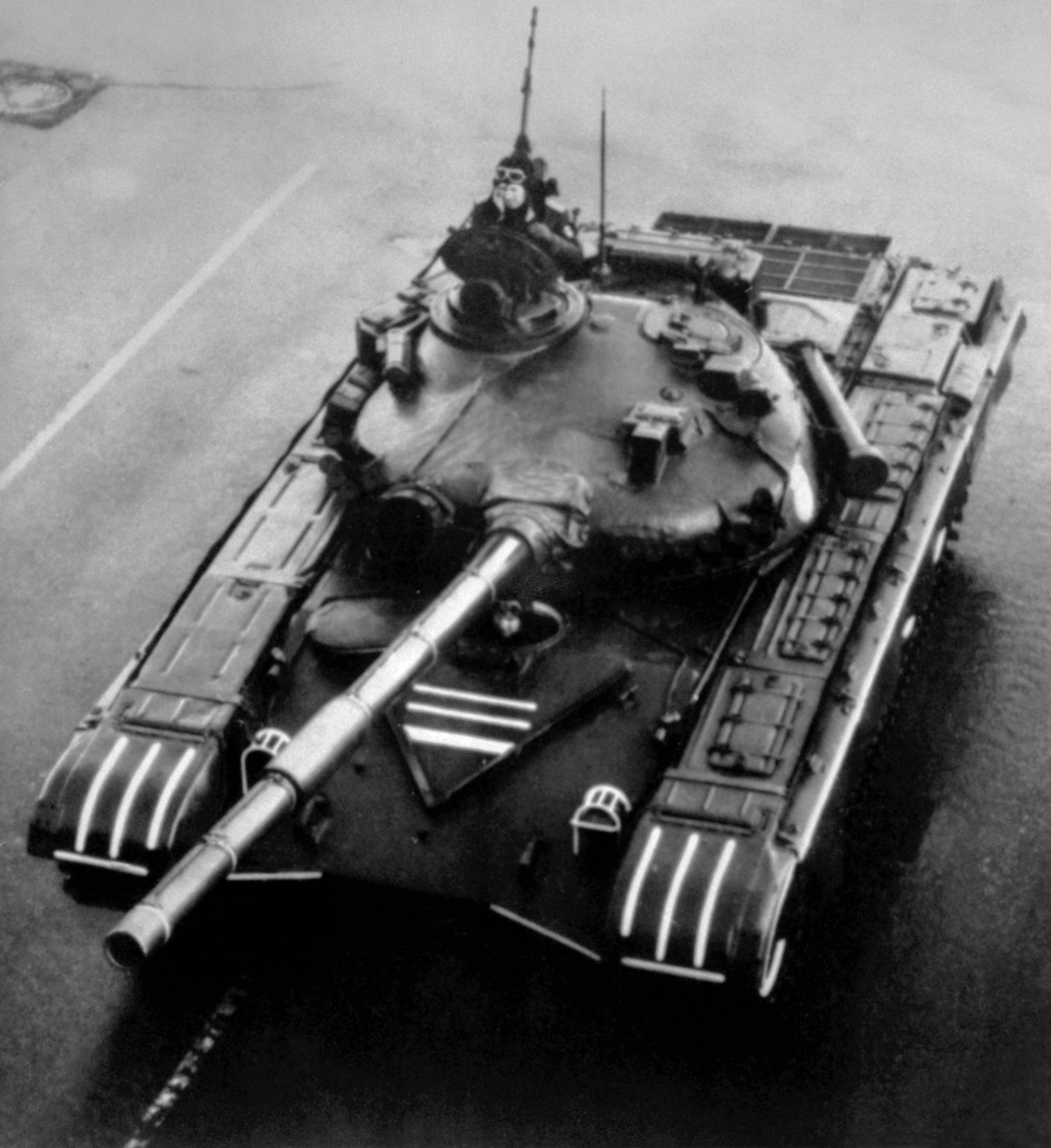
T-72A

T-72 byl nejpoužívanější tank států Varšavské smlouvy od 70. let až do rozpadu Sovětského svazu. Byl také vyvážen do jiných zemí, např. do Finska, Indie, Íránu, Iráku, Sýrie nebo Jugoslávie. Byly vyráběny různé kopie tohoto tanku, ať už s licencí nebo bez.
Lincencované verze tanku T-72 byly vyráběny v Polsku a Československu pro státy Varšavské smlouvy. Výroba byla poměrně kvalitní, avšak s horším pancířem – vrstvené pancéřování uvnitř věže a na předním plátu korby bylo nahrazeno klasickou ocelí. V Polsku vyráběné tanky T-72G měly tenčí pancíř v porovnání se standardem sovětské armády (pancíř věže 410 mm). Před rokem 1990 byly podobně ochuzené také tanky T-72 určené k vývozu do zemí mimo Varšavskou smlouvu. Mnohé součástky navíc nebyly navzájem vyměnitelné mezi sovětskou, československou a polskou verzí tanku, což způsobilo logistické problémy.
V 80. letech Jugoslávie přestavěla tank T-72 do pokročilého M-84 a prodala jich stovky po celém světě. Iráčané nazývali jejich verzi T-72 jako „Lev Babylonu“ (Asad Babil). Tyto tanky byly postavené z „náhradních dílů“, které jim prodalo Rusko, čímž Irák obešel zbraňové embargo OSN. Mezi modernější varianty T-72 patří např. polský PT-91 Twardy. Několik zemí, zahrnujících Rusko a Ukrajinu, také nabízí modernizace pro starší tanky T-72.
V průběhu let byly vyráběny různé verze T-72 a požadavky pro pancíř se značně měnily. Původní typy měly homogenní ocelový pancíř s využitím představného pancíře, což jim poskytovalo celkem dobrou ochranu co se týče standardu začátku 70. let. V roce 1979 Sověti začali vyrábět modifikaci T-72 s vrstveným pancířem ve předu věže a korby, podobně jako na tanku T-64. Později v 80. letech se na tancích T-72 v Sovětském svazu začal používat reaktivní pancíř.
Od roku 1978 se na tancích T-72 začaly používat první laserové dálkoměry. Do té doby byly vybaveny pouze optickými dálkoměry, které nemohly být použity do vzdálenosti nižší než 1 000 metrů. Některé vývozní verze T-72 neměly laserový dálkoměr až do roku 1985 nebo ho měly pouze velitelské tanky (verze K). Po roce 1985 se standardem pro nově vyrobené T-72 stal reaktivní pancíř, silnější motor V-84 (630 kW) a vylepšený kanón, ze kterého jde vystřelit naváděné protitankové střely. S těmito vylepšeními tank T-72 nakonec téměř dosáhl úrovně dražšího T-80.
Od roku 2000 byly tanky pro vývoz nabízeny s výbavou pro noční vidění francouzské výroby (Buran-Catherine termovize) a průbojnou municí z ochuzeného uranu (ráže 125 mm) ve formě projektilu BM-32 ruské výroby.

### Hlavní typy T-72

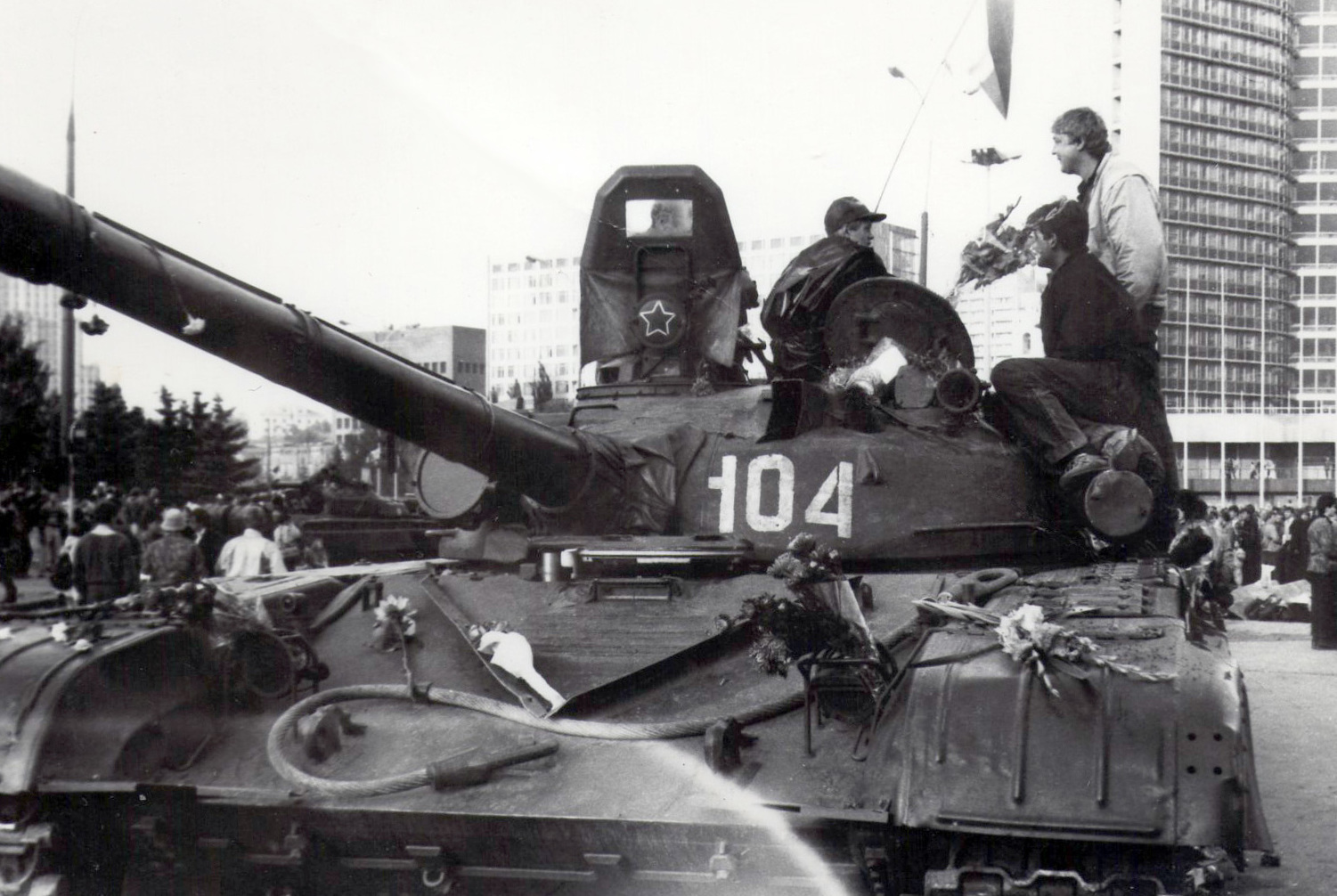
Původní T-72 „Ural“

- T-72 Ural (1973) – Původní verze vyzbrojená 125mm kanónem s hladkým vývrtem a optickým dálkoměrem.
- T-72A (1979) – Byl přidán laserový dálkoměr a elektronický systém řízení palby, přípravky k montáži reaktivního pancíře, odpalovače kouřových granátů, předek a vršek věže byl výrazně posílen vrstveným pancířem.
- T-72M – Vývozní verze, podobná T-72A, avšak bez vrstveného pancíře a systému řízení palby. Mimo Sovětský svaz byla vyráběná také v Polsku a Československu.
- T-72 SIM1 – Byl použit reaktivní pancíř Kontakt-1 a pasivní pancíř Kontakt-5, nový řídící systém FALCON, navigace GPS a polský systém řízení palby SKO-1T DRAWA-T s termovizí a laserovým dálkoměrem. Také měl rozpoznávací systém přítel-nepřítel.
- T-72B (1985) – Byl přidán stabilizátor, zaměřovací systém, vylepšený motor (630 kW), přídavný pancíř, vylepšený kanón a systém řízení palby schopný odpálit naváděnou střelu 9M119 Svir.TOS-1A

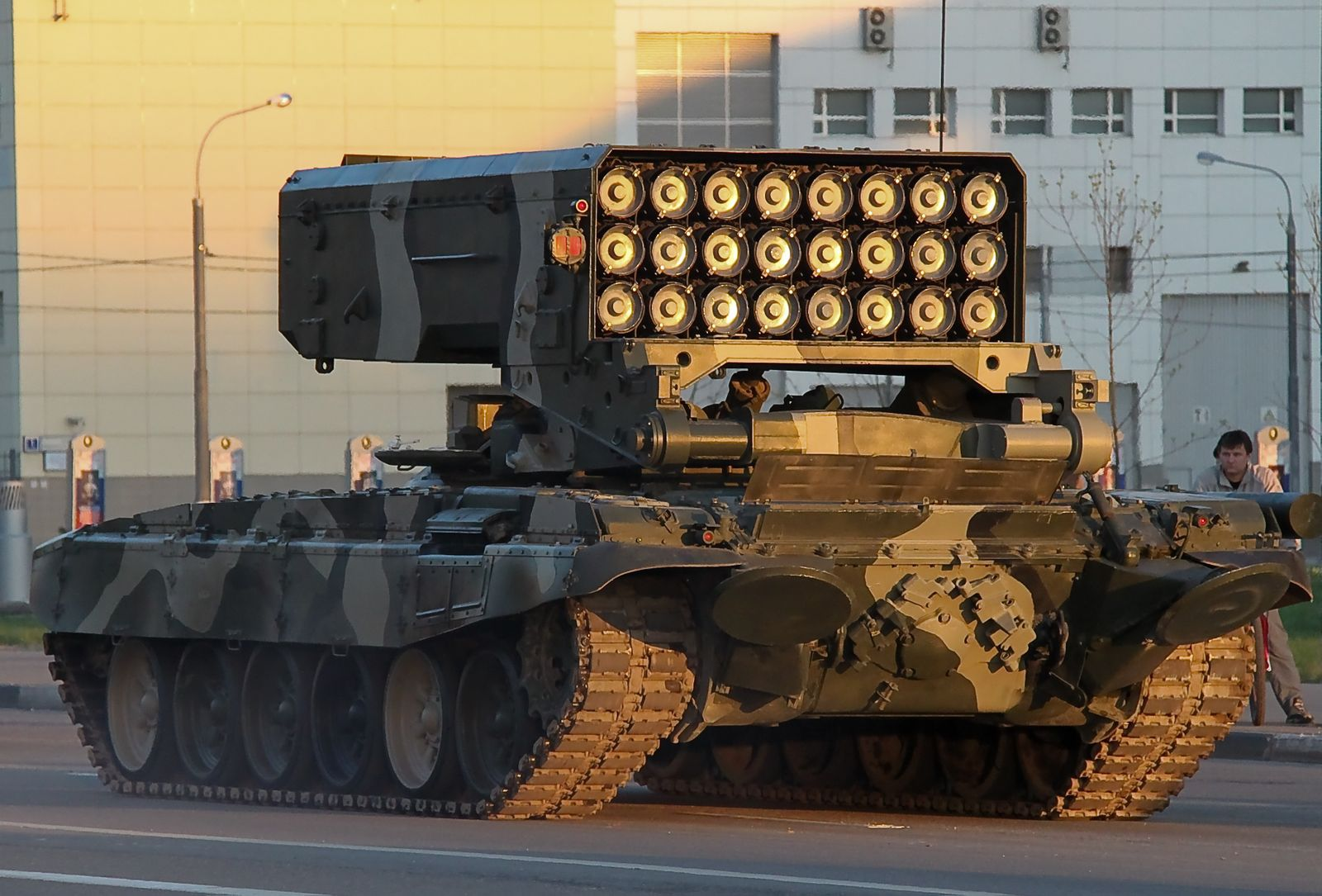
TOS-1A

### Vozidla odvozená od T-72
- BMPT Terminator (Bojevaja mašina podděržki tankov) – podpůrné protipěchotní vozidlo.[4][5]
- TOS-1 (Ťažjolaja ogněmjotnaja sistema) – dělostřelecký salvový raketomet. Systém řízení palby zahrnuje systém nočního vidění, laserový dálkoměr a výkonný balistický počítač. Na horní části korby se nachází otočná lafeta s raketnicí pro 30 (TOS-1M) nebo 24 (TOS-1A) neřízených raket ráže 220 mm.
- BREM-1 (Bronirovannaja remontno-evakuacionnaja mašina) – obrněné vyprošťovací vozidlo s jeřábem, navijákem, radlicí, vyprošťovacím zařízením a nářadím.
- IMR-2 (Inženěrnaja mašina razgražděnija) – podpůrné vozidlo s jeřábem, nastavitelnou radlicí/pluhem a systémem pro odstraňování min.
- MTU-72 (Tankovyj mostoukladčik) – mostní tank, poskytuje most s šířkou 3,3 m, délkou 15 m a nosností 50 t.

## Konstrukce

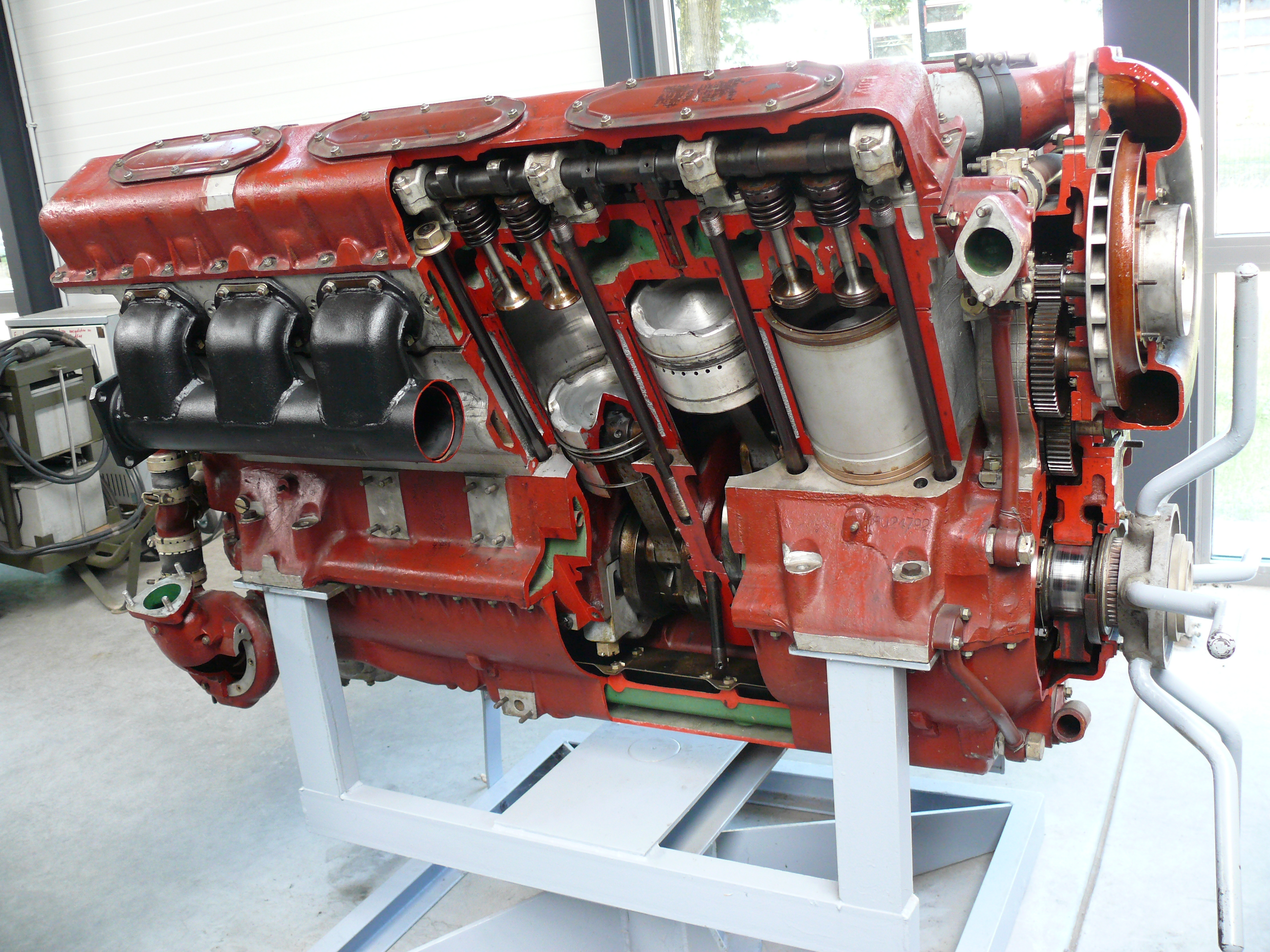
Původní motor T-72

Interiér T-72 – řidič (1), velitel (2), střelec (3) – ten sedí vedle a nad municí a nabíjecím zařízením (4), které obsahuje výmetné náplně (oranžová) a střely (žlutá).

T-72 má podobné konstrukční vlastnosti jako jiné tanky sovětského původu. Většina z nich vznikla na základě praktických zkušeností a poznatků o sovětských tancích z druhé světové války. Některé prvky konstrukce jsou brány jako nedostatky v přímém porovnání s tanky NATO.
V porovnání se západními tanky je T-72 velmi lehký (41 t) a malý. Některé cesty a mosty v zemích Varšavské smlouvy byly navrženy tak, že T-72 po nich mohly jezdit ve formaci, zatímco tanky NATO by se na ně vůbec nemohly, popř. by musely jet jeden po jednom za sebou, čímž by se značně snížila jejich rychlost při přesunu. Původní T-72 má relativně slabý motor o výkonu 780 k. Jedná se o vylepšenou přeplňovanou verzi motoru V-12 (500 k), který byl původně navržen pro druhoválečný T-34.
T-72 má pásy široké 580 mm běžící na velkých kolech, což umožňuje snadné rozpoznání tohoto tanku, popř. jeho příbuzných.
Co se týče potápění je T-72 navržen k překročení řek hlubokých max. 5 m hlubokým broděním. Používá se šnorchl, který se připojí k tanku před vjezdem do vody. Pro případ nouze je každý člen posádky vybaven dýchacím přístrojem. Pokud se motor zastaví pod vodou, musí se znovu nastartovat do 6 sekund nebo dojde k jeho zaplavení kvůli ztrátě tlaku.
Vnitřek korby i věže je obložen syntetickým materiálem ze sloučeniny boru, která snižuje množství radiace pronikající do tanku. Vývozní verze T-72 ochranu proti radiaci neměly.
Rozsáhlý systém filtrování přivádí čistý vzduch pro posádku a mírný přetlak v tanku zajišťuje, že se jedovatá látka dovnitř nedostane přes ložiska nebo spoje. Systém automatického nabíjení pro kanón umožňuje efektivnější odstraňování kouře z výstřelů v porovnání s klasickým manuálním nabíjením.
Podobně jako u ostatních sovětských tanků, cenou za malé rozměry, nízký profil a efektivní využití pancíře T-72 je velice omezený prostor pro posádku. Během studené války se říkalo, že v T-72 je tak málo místa, že posádka musí být složena z menších tankistů o maximální výšce 160 cm. Podle oficiálních předpisů je však výška stanovena na 175 cm.
Původní T-72 má velmi malé průzory a také zorné pole řidiče není zrovna rozsáhlé, zvlášť když je zavřen jeho poklop.

### Pancéřování

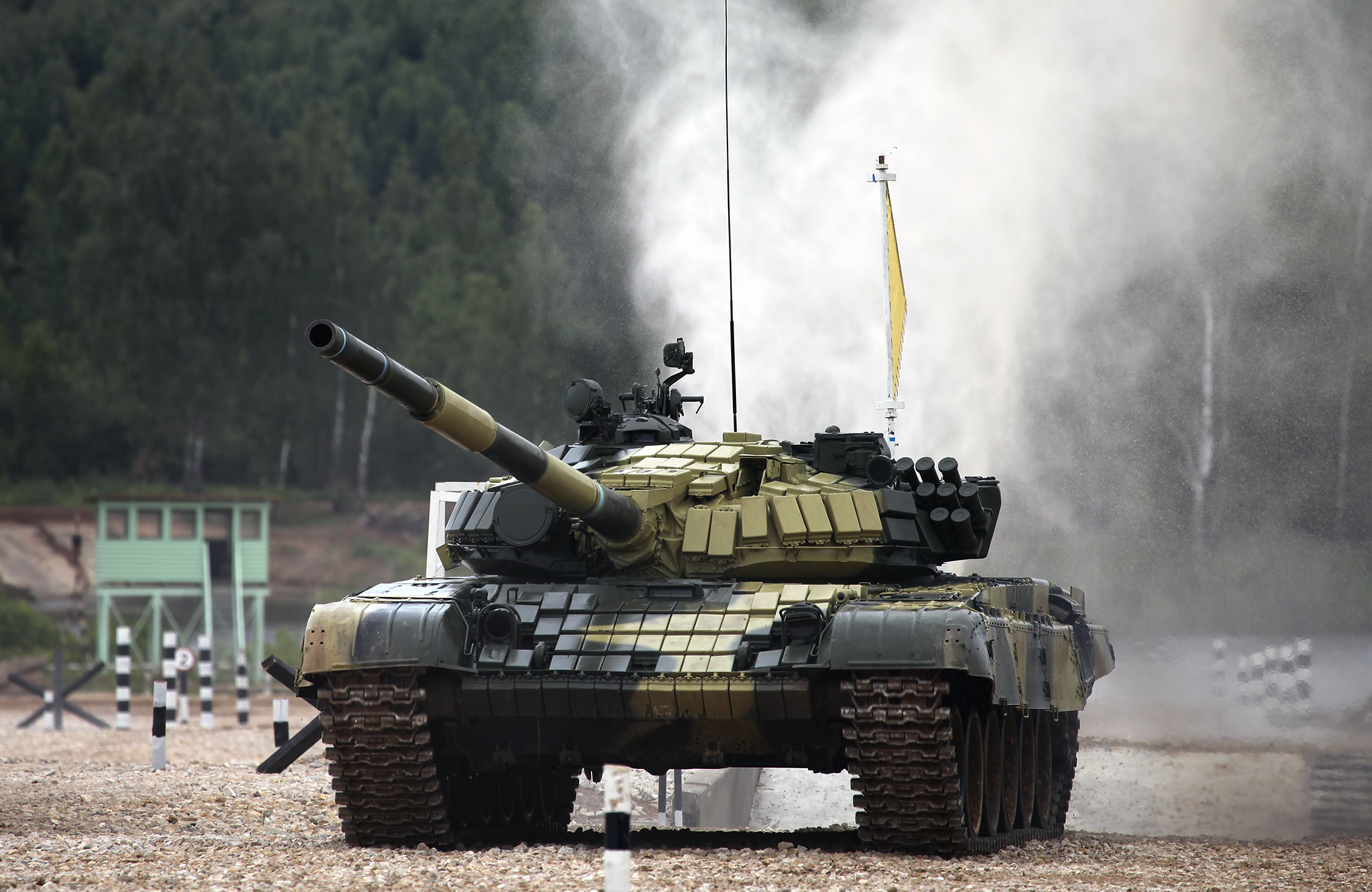
T-72B s reaktivním pancířem

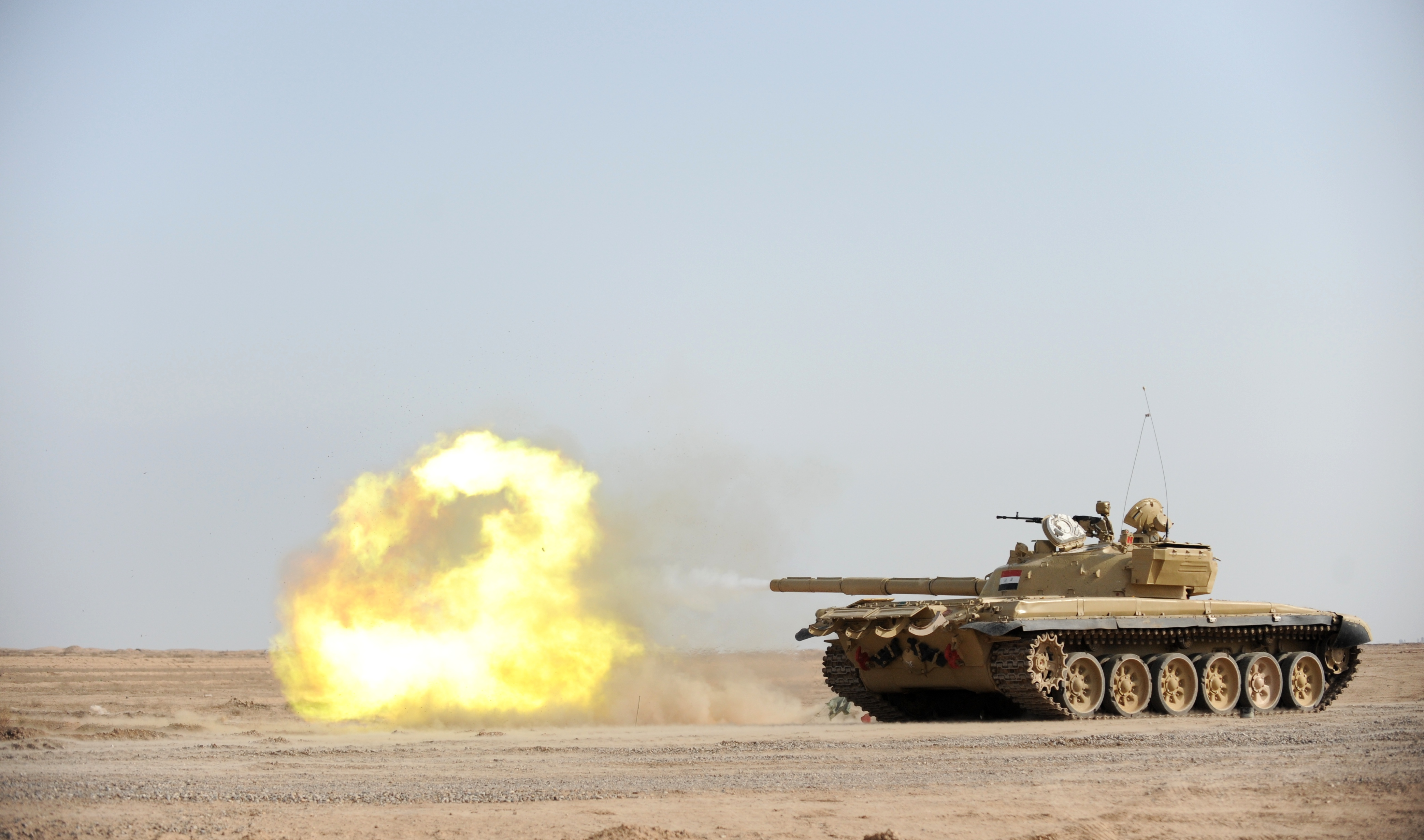
Irácký T-72 při výstřelu

V této tabulce jsou uvedeny odhadované hodnoty pancéřování různých typů T-72 v RHA, např. vrstvené pancéřování věže T-72B poskytuje stejnou ochranu proti střelám APFSDS jako by poskytoval ocelový pancíř o tloušťce 520 mm.
| Typ               | Věž proti APFSDS | Věž proti HEAT | Korba proti APFSDS | Korba proti HEAT |
| ----------------- | ---------------- | -------------- | ------------------ | ---------------- |
| T-72 'Ural'       | 380 mm           | 450 mm         | 335 mm             | 410 mm           |
| T-72A + Kontakt 5 | 410×500 mm       | 500×560 mm     | 360×420 mm         | 500×490 mm       |
| T-72M             | 380 mm           | 490 mm         | 335 mm             | 450 mm           |
| T-72M1            | 380 mm           | 490 mm         | 400 mm             | 490 mm           |
| T-72B + Kontakt 1 | 520 / 540 mm     | 950 / 900 mm   | 530 / 480          | 900 / 900 mm     |
| T-72B + Kontakt 5 | 770–800 mm       | 1,180 mm       | 690 mm             | 940 mm           |

### Výzbroj
Tank T-72 je vybaven kanónem typu 2A46 ráže 125 mm, o mnoho větší ráže než měly standardní 105mm kanóny západních tanků a stále o něco větší než L44 (120 mm) moderních tanků. Kromě běžné tankové munice, jako jsou střely HEAT a APFSDS, je kanón schopný odpalovat i náváděné protitankové střely.
Stejně jako T-64 je i T-72 vybaven systémem automatického nabíjení, čímž byl tank odlehčen o nabíječe a také bylo možné snížit rozměry tanku a tím i hmotnost. Průměrná rychlost střelby je uváděna mezi 6 až 8 výstřely za minutu.
Munice v tanku není oddělena od posádky, takže její případný výbuch způsobuje jistou smrt posádky a odlétnutí věže opodál (efekt čertíka v krabičce).

## Modernizované verze

### Modernizace u armády ČR

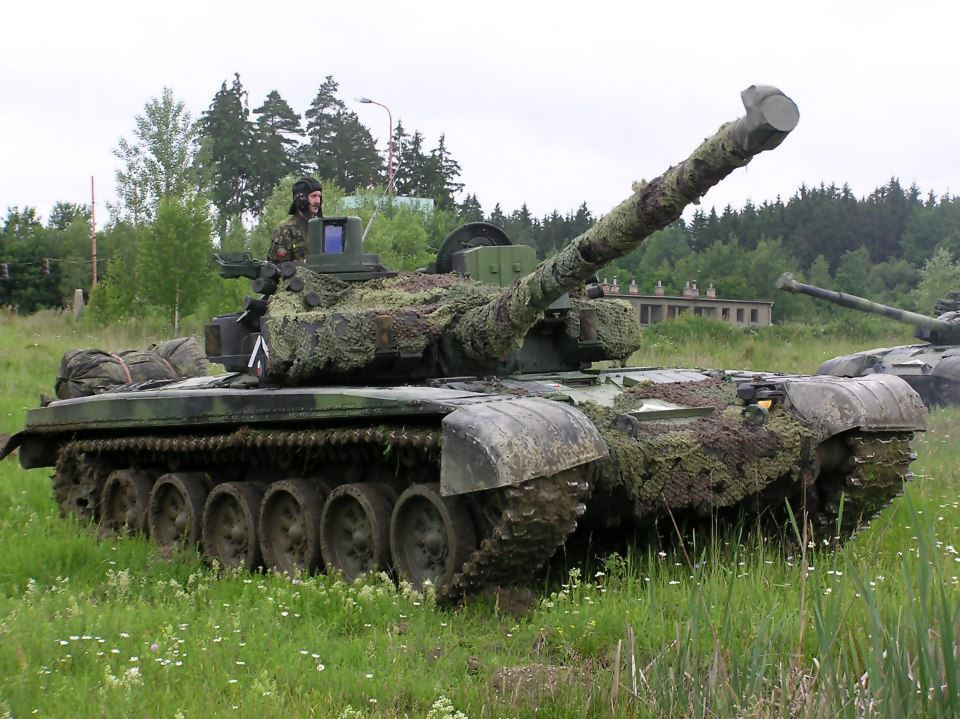
T-72M4CZ

Hlavním podnětem pro modernizaci tanků řady T-72 v Československu, resp. ČR a SR se staly zkušenosti z války v Zálivu z roku 1991, kdy poslední generace západních tanků v řadě parametrů jasně deklasovala nejmodernější tanky zavedené v Irácké armádě, jimiž byly právě T-72 (není bez zajímavosti, že minimálně 90 iráckých exemplářů bylo vyrobeno v osmdesátých letech v Československu). Hlavním cílem modernizačního úsilí, jehož počátky v případě české modernizace sahají zhruba do roku 1994 byly následující položky: 
- zvýšení pravděpodobnosti zásahu stacionárních i pohybujících se cílů ve dne, v noci, za snížené viditelnosti a za pohybu
- zvýšení palebné síly tanku účinnější municí
- zvýšení schopnosti tanku přežít v boji
- zvýšení pohyblivosti
- zlepšení provozních vlastností tanku (větší spolehlivost, snadnější údržba a obsluha)

Jako hlavní realizátor modernizace byla roku 1995 Ministerstvem obrany vybrána společnost VOP 025 z Nového Jičína. V únoru téhož roku byla vyhlášena výběrová řízení na dodavatele hlavních modernizovaných skupin tanku. Na začátku roku 1996 byly zahájeny konstrukční práce a do konce roku 1996 byl zhotoven první modernizovaný tank T-72M3 CZ. Hlavním rozdílem této verze oproti finální podobě je do značné míry identické pohybové ústrojí tvořené původními převodovkami a výkonnější verzí originálního motoru značenou V-46TC se dvěma turbodmychadly. Druhý prototyp, tentokrát představující konečnou variantu T-72M4 CZ, byl dokončen v dubnu 1997. Zatímco u verze M3 byla pohyblivost a manévrovatelnost téměř stejná jako u nemodernizovaného tanku, pak u provedení M4 bylo dosaženo výrazného zlepšení. 
Základem modernizace tanku T-72M4 CZ se staly vozy T-72M. Při konverzi na standard M4 byl tank nejprve rozebrán, přičemž na věži a korbě došlo k zásadním úpravám (výměna zadního čela korby, výměna dna korby pod řidičem, úprava motorpřevodového prostoru pro montáž powerpacku atd.). Přes 90 % dílů, skupin a podskupin je v konstrukci modernizovaného tanku buď nových, nebo upravených. Zástavbou dynamické ochrany a dalších modernizačních prvků došlo k navýšení hmotnosti tanku T-72M4 CZ (oproti nemodernizovaným verzím) zhruba o 6000 kg. Z tohoto důvodu došlo k zesílení podvozku a použití silnějších torzních tyčí. Na všechna pojezdová kola byly navíc přidány pružné dorazy.
V české armádě je celkem 123 klasických T-72, ale armáda používá jen 30 modernizovaných tanků, které slouží u 73. tankového praporu ve verzi T-72M4CZ, Zbytek je uložen ve skladech po celé ČR.

### Modernizace u ruské armády

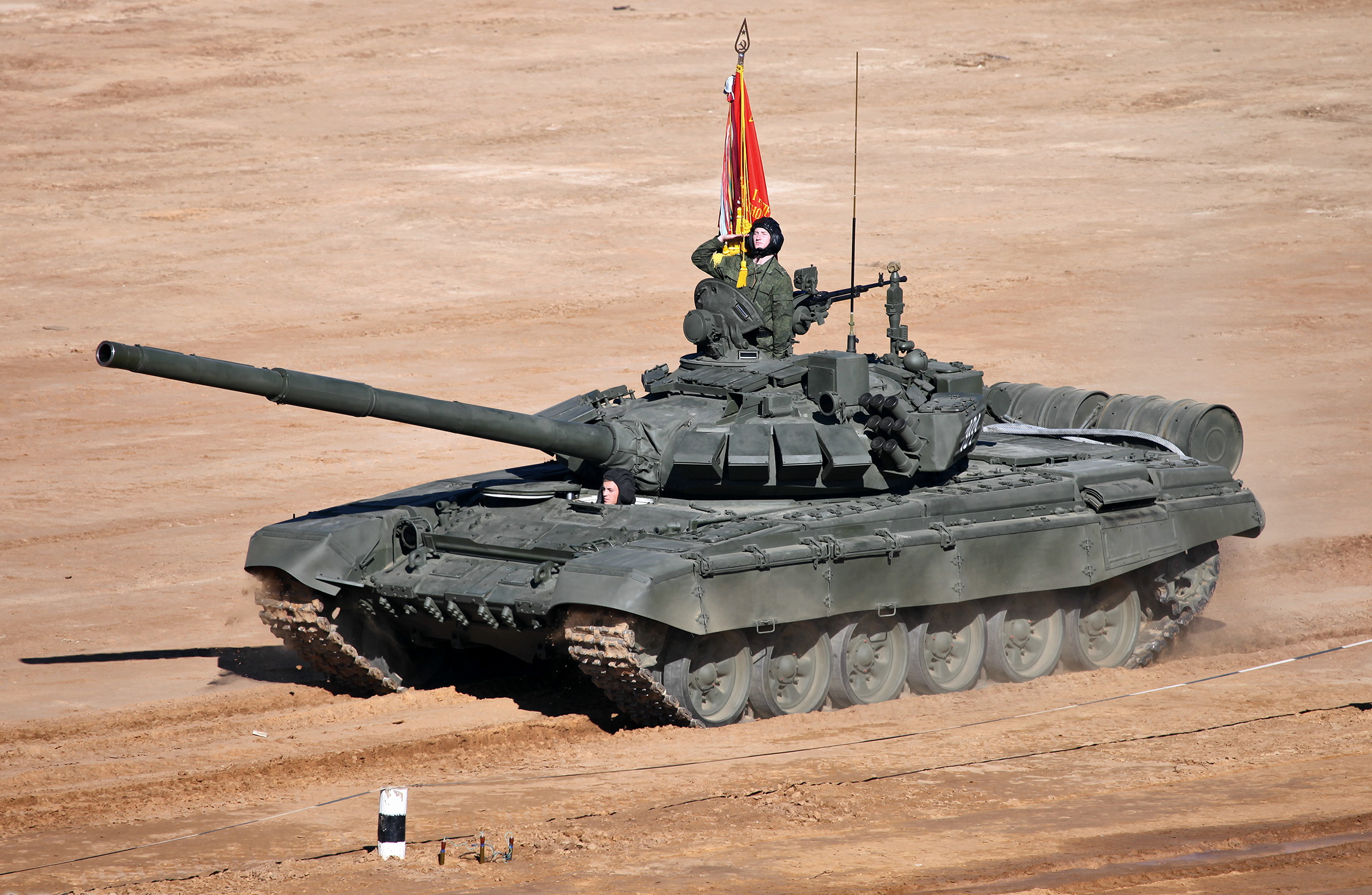
T-72B3

Ruská modernizace má nově např. dvoudílné pásy, reaktivní pancéřování typu Kontakt-5 nebo zaměřovač Sosna-U s pasivní infračervenou kamerou.

### Slovenská modernizace
Na Slovensku vznikla modernizovaná varianta T-72M2, která ale zůstala pouze v prototypu.

### Ukrajinské modernizace

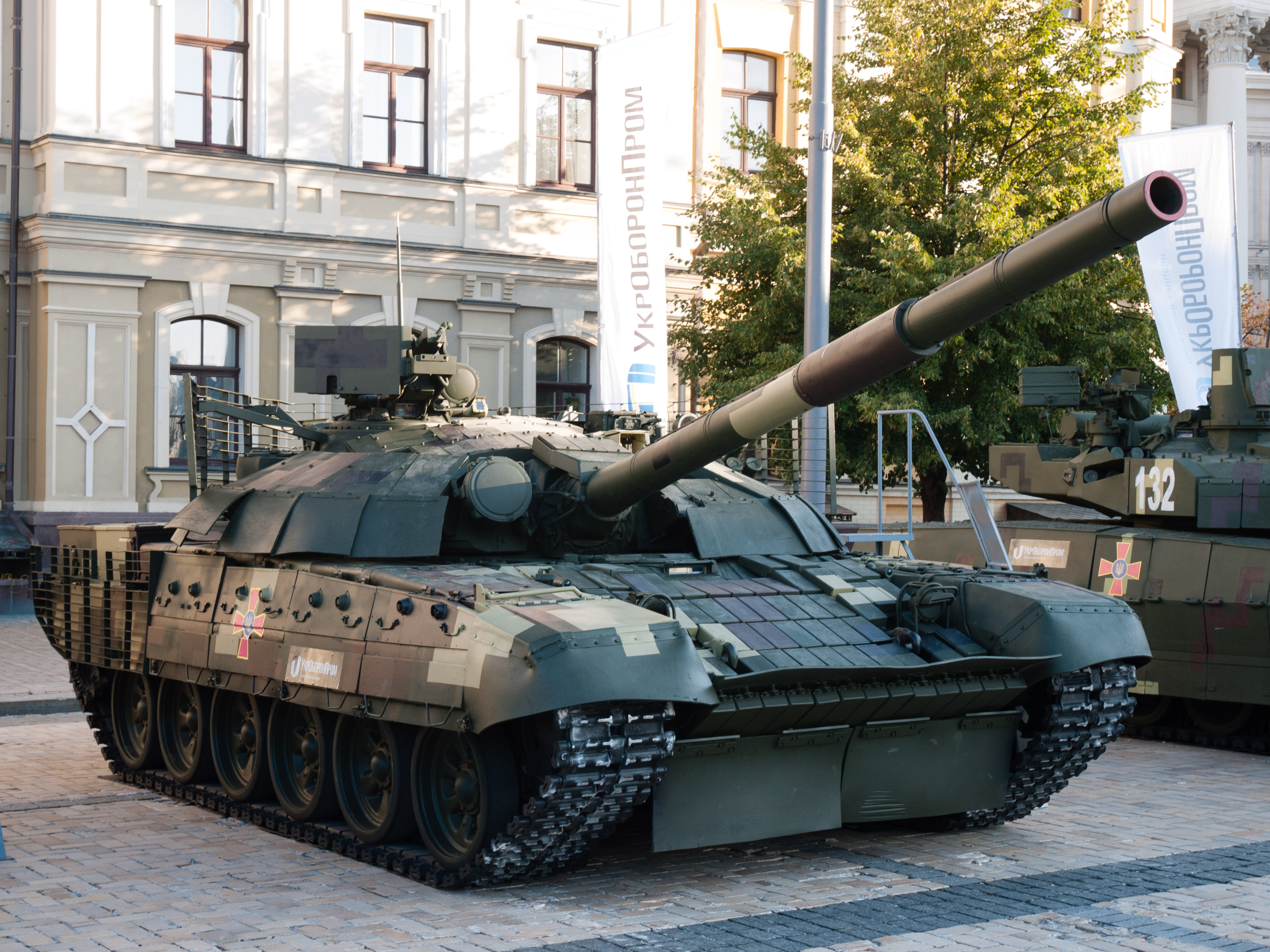
T-72AMT ukrajinské armády

- T-72AM: první ukrajinská modernizace T-72A z roku 1992 s reaktivním pancéřováním Kontakt-1, dodatečnými vrhači zadýmovacích granátů a dieselovým motorem 6TD-1 nebo 6TD-2 shodným s pohonnou jednotkou T-84.
- T-72AG: modernizace z Charkovského Morozovova strojírenského podniku (ChMDB) s důrazem na zlepšení pohyblivosti a palebné síly, zahrnující motor 6TD-2, prvky převodového ústrojí z T-80UD, vylepšené chlazení motoru, jeho přeplňování a vzduchový filtr, jakož i modernizovaný zaměřovač, noktovizor a možnost střelby PTŘS 9M119M Invar z nové verze kanónu 2A46M1, opatřeného účinnějším stabilizačním zařízením 2E42M. Typ měl pokročilejší reaktivní pancéřování Kontakt-5.
- T-72MP: modernizace z roku 1997 s motorem 6TD-1, reaktivním pancéřováním Kontakt-5 nebo Nož, moderním systémem požární ochrany a pokročilým systémem řízení palby Sagem SAVAN 15MP. Tato verze vznikla ve spolupráci s francouzskou firmou Sagem a českou PSP Bohemia.
- T-72-120: stroj s překonstruovanou věží vyzbrojený automaticky nabíjeným kanónem KBM-2 ráže 120 mm vzniklý ve spolupráci s francouzskou firmou GIAT Industries.
- T-72UA1: modernizace zaměřená především na zákazníky v rozvojových zemích s omezenými rozpočtovými prostředky. Nový dvoutaktní dieselový motor 5TDFMA má vylepšený chladicí systém a tank má možnost instalace klimatizace bojového prostoru posádky. Instalovaný pomocný zdroj napájení umožňuje provoz všech systémů při vypnutém hlavním motoru, což podstatně spoří palivo. Stroj je opatřen reaktivním pancéřováním, ale výzbroj a zaměřovací systém zůstaly shodné s T-72B. Etiopie zakoupila 176 kusů a menší množství převzaly také Ukrajinské pozemní síly, když v roce 2014 potřebovaly urychleně doplnit stavy tankové techniky po vypuknutí války na východní Ukrajině.
- T-72AMT: verze s možností střelby PTŘS Kombat a vylepšenými systémy ochrany a řízení palby.

## Nasazení

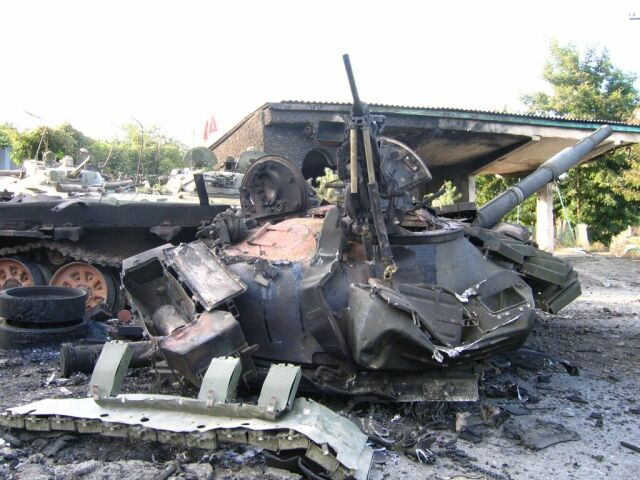
Ustřelená věž gruzínského T-72 v Cchinvali po bojích v srpnu 2008 leží vedle korby tanku

První větší střetnutí se západními tanky se odehrálo během irácko-íránské války kdy během operace Nasr tři obrněné brigády složené ze starších T-62 a T-72 na hlavu porazily o mnoho početnější tři obrněné íránské divize, složené z tanků Chieftan a M60 Patton. SSSR tehdy nesouhlasil se Sadámovým napadením Íránu a přestal mu dodávat moderní průbojnou munici a to se odrazilo i v dalších konfliktech Iráku.
Ve střetu se západními armádami tanky M1 Abrams a Challenger 1 během války v Zálivu a operace Irácká svoboda skončilo pro irácké tanky T-72 velkým neúspěchem. Z hlediska doktríny nasazení je však třeba poznamenat, že T-72 není hlavní bojový tank, který se měl aktivně podílet na stíhání a boji s tankovými svazy vyzbrojených nejnovějšími tanky západní konstrukce – tato úloha byla ponechána pro typ T-80 a T-90. Konstrukce T-72 byla koncipována jako relativně levný hlavní bojový tank, který by byl spolehlivý a nenáročný na údržbu a mohl být široce exportován do spřátelených zemí.
Irácké T-72 byly během obou konfliktů se zeměmi NATO poraženy. Bylo to jednak kvůli nižší úrovni výcviku iráckých vojsk, nedostatku moderní průbojné munice kterou SSSR nedodával, drtivé letecké a početní převaze, jakož i pro zastaralost tanků T-72. Irácké T-72 byly méně výkonné exportní verze Asad Babil (Lev babylónský), které již delší dobu neprošly modernizací. Důležitým faktem byla i nedostatečná průbojnost jejich méně kvalitní munice.
T-72 byly nasazeny při ruské invazi na Ukrajinu. Po velkém množství zničených strojů ukrajinskou armádou řešila ruská armáda nedostatek strojů například dodávkami od Běloruska.